# 수정초등학교 법주분교
수정초등학교 법주분교는 대한민국 충청북도 보은군 속리산면 속리산로 743 (상판리)에 있었던 분교이다.

## 발자취
- 1937년 7월 14일 법주공립보통학교 개교(설립인가 6월 25일)
- 1938년 4월 1일 법주공립심상소학교로 개칭
- 1941년 4월 1일 법주공립국민학교로 개칭
- 1971년 3월 1일 수정국민학교 분리 이관(359명)
- 1990년 2월 15일 제49회 졸업식(12명, 총1868명)
- 1990년 3월 1일 수정국민학교 법주분교(4학급)
- 2007년 2월 15일 제36회 졸업식(2명, 총 1947명)
- 2007년 3월 1일 폐교